# Erioptera eiseni
Erioptera eiseni är en tvåvingeart som beskrevs av Alexander 1913. Erioptera eiseni ingår i släktet Erioptera och familjen småharkrankar. Inga underarter finns listade i Catalogue of Life.